# Ricircolo dei gas esausti
Il ricircolo dei gas esausti o ricircolo dei gas combusti o ricircolo dei gas di scarico (nell'ambito dei motori alternativi a combustione interna) consiste nel reintrodurre nel sistema una piccola parte (5-15%) dei gas di scarico, facendoli passare dal collettore di scarico al collettore di aspirazione. Questo processo permette di ridurre una parte degli inquinanti presenti nei gas di scarico, attraverso una  combustione più controllata.

## Metodo di ricircolo

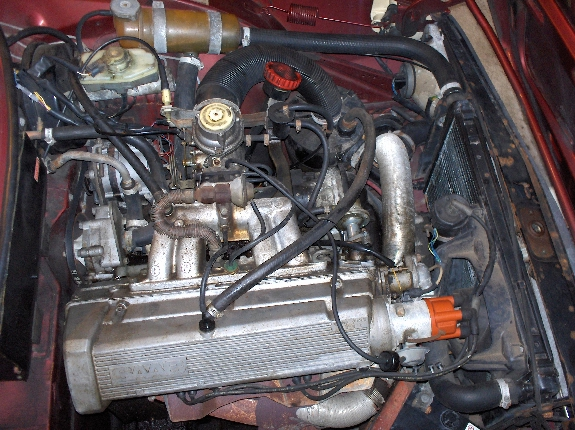
Motore con sistema EGR

Per ottenere questo ricircolo dei gas combusti, durante la fase terminale dello scarico e la fase iniziale dell'aspirazione si utilizza un'apposita elettrovalvola o idrovalvola, l'Exhaust Gas Recirculation (EGR) che viene comandata dalla centralina del motore tramite un segnale Pulse Width Modulation (PWM - modulazione di larghezza di impulso) consentendo la regolazione della quantità di gas di scarico dai relativi collettori, che vengono messi in ricircolo nei collettori d'aspirazione e aspirati nel motore. Assieme ai gas di scarico il circuito preleva anche i gas provenienti dal carter attraverso la PCV, dovuti al filtraggio attraverso le fasce elastiche e dall'evaporazione dell'olio motore.
La valvola EGR non è un dispositivo isolato, ma fa parte di un gruppo di componenti - il gruppo EGR - che comprende altre elettrovalvole di comando, tubi, cavi, e, in diverse realizzazioni, anche un motorino apposito. Su alcuni motori, il gruppo EGR integra due valvole EGR. A valle del condotto di aspirazione della valvola è connesso normalmente uno scambiatore (solitamente chiamato "radiatore EGR") che ha il compito di raffreddare i gas di scarico prima di inviarli nel condotto di mandata (quello che porta la miscela all'aspirazione). Lo scambiatore EGR ha diverse forme, a seconda del modello di valvola ed è raffreddato ad acqua mediante un bypass del circuito di raffreddamento del motore.

## Motivo del ricircolo

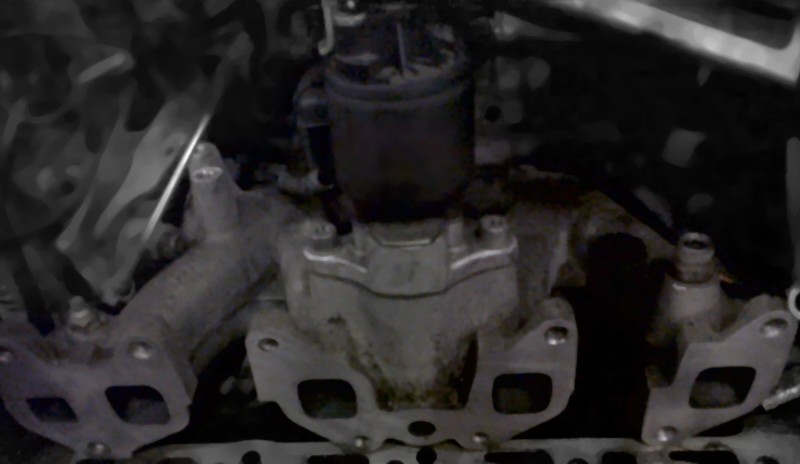
Sistema d'alimentazione con EGR, caratterizzato da una valvola a comando elettrico (in alto) e da un condotto supplementare che recupera i gas di scarico

Sebbene l'azoto sia considerato un gas inerte a temperatura ambiente, alle altissime pressioni e temperature raggiunte nella camera di combustione forma i NOx: questi gas sono una fonte di inquinamento la cui riduzione è imposta dalle varie normative anti-inquinamento (per la Comunità europea, i parametri devono rientrare nei livelli fissati dagli Standard europei sulle emissioni inquinanti).
Il ricircolo dei gas combusti, gas inerti che non partecipano alla combustione, diminuendo la quantità di miscela utile al fine della combustione e della potenza erogata, serve ad abbassare le temperature massime del ciclo, riducendo, in tal modo, le emissioni di ossidi di azoto (NOx).
L'installazione di valvole EGR si è estesa anche ai motori benzina, sebbene esse siano nate per intervenire sulle alte emissioni di NOx dei motori Diesel causate dall'elevato rapporto di compressione e dalle elevate temperature di combustione tipiche di questi motori.

## Vantaggi e svantaggi

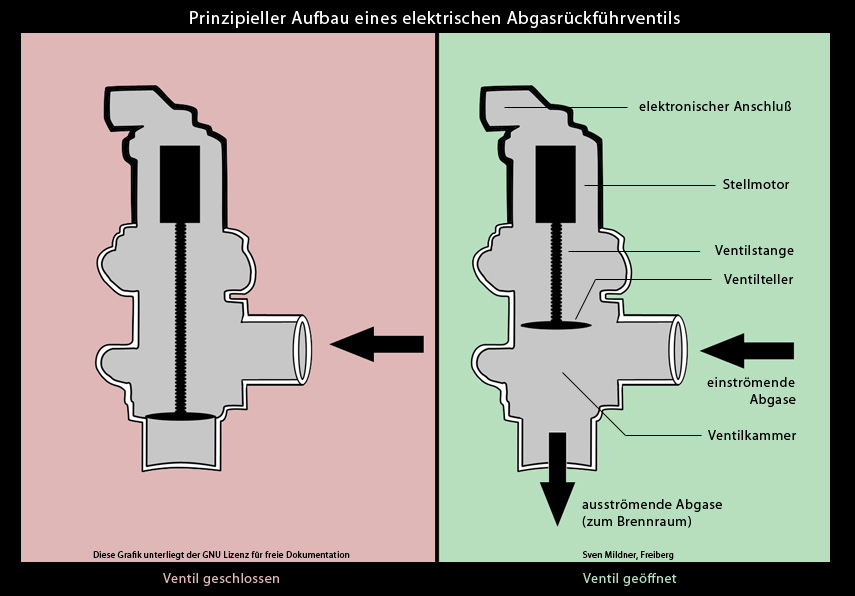
Sezione della EGR, chiusa a sinistra e aperta a destra

Non è raro che la valvola EGR sia soggetta a malfunzionamenti (si sporca a causa dei depositi di particolato), a causa dello stretto contatto che ha con i gas di scarico. Si riscontrano malfunzionamenti della valvola soprattutto nei piccoli motori Diesel, in cui l'utilizzo prevalentemente cittadino penalizza la funzione del dispositivo, soprattutto a motore non ancora in temperatura.
A seconda del tipo di motore, l'EGR è implementato in modo diverso e ha effetti diversi sul sistema di propulsione. Sui motori di concezione più vecchia sui quali fu aggiunto il dispositivo EGR, questo causava un leggero calo di potenza e un leggero aumento di consumi, con fuoriuscita di una notevole quantità di fumosità di color nero causata da un'errata percentuale di quantità di aria "pulita" e gasolio presenti nel ciclo di combustione. A partire dalla seconda metà degli anni 90 sono stati invece introdotti sul mercato i primi motori integrati con l'EGR, per cui questo componente è divenuto fondamentale per il corretto equilibrio nel funzionamento del motore. Nonostante questo, tuttavia, è frequente il caso di proprietari di veicoli, soprattutto Diesel, che, al verificarsi di eventuali inconvenienti tecnici che richiedono la sostituzione della valvola difettosa, scelgono di non sostituirla, optando per la sua disattivazione, o "esclusione" (con eventuale riconfigurazione e nuova mappatura dei parametri della centralina elettronica), al fine di risparmiare. Questo comporta un elevato aumento delle emissioni inquinanti del veicolo oltre ad essere illegale.
Se la valvola EGR si guasta in condizione "aperta" (per eccessiva sporcizia causata dai depositi di gas combusto o per difetto al motorino elettrico di comando a volte danneggiato dal particolato stesso) i sintomi sono quelli dei difetti di alimentazione: andatura a scatti, buchi di potenza in accelerazione e strano rumore tipo "sfregamento", motore a singhiozzo, difficoltà di accensione o tenuta al minimo, ecc. Questo accade perché nei cilindri entra principalmente gas di scarico e meno aria fresca. 
Se invece si guasta in condizione "chiusa", in pratica è come se il circuito EGR non esistesse, con effetti sull'inquinamento (e rischio di non conformità alla revisione periodica del mezzo); il guasto sarebbe comunque segnalato dai sensori, che metterebbero in protezione il motore con intervento software della centralina.